# Grand Prix Formule 1 van Hongarije 2004
De Grand Prix Formule 1 van Hongarije 2004 werd verreden op 15 augustus op de Hungaroring in Mogyoród nabij Boedapest.

## Uitslagen
| Pos. | Nr. | Coureur              | Constructeur       | Rondes | Tijd / Oorzaak uitval | Grid | Punten |
| ---- | --- | -------------------- | ------------------ | ------ | --------------------- | ---- | ------ |
| 1    | 1   | Michael Schumacher   | Scuderia Ferrari   | 70     | 1:35:26.131           | 1    | 10     |
| 2    | 2   | Rubens Barrichello   | Scuderia Ferrari   | 70     | +4.696                | 2    | 8      |
| 3    | 8   | Fernando Alonso      | Renault            | 70     | +44.599               | 5    | 6      |
| 4    | 4   | Juan Pablo Montoya   | Williams-BMW       | 70     | +1:02.613             | 7    | 5      |
| 5    | 9   | Jenson Button        | BAR-Honda          | 70     | +1:07.439             | 4    | 4      |
| 6    | 10  | Takuma Sato          | BAR-Honda          | 69     | +1 Ronde              | 3    | 3      |
| 7    | 4   | Antônio Pizzonia     | Williams-BMW       | 69     | +1 Ronde              | 6    | 2      |
| 8    | 11  | Giancarlo Fisichella | Sauber - Petronas  | 69     | +1 Ronde              | 8    | 1      |
| 9    | 5   | David Coulthard      | McLaren - Mercedes | 69     | +1 Ronde              | 12   |        |
| 10   | 14  | Mark Webber          | Jaguar Racing      | 69     | +1 Ronde              | 11   |        |
| 11   | 17  | Olivier Panis        | Toyota             | 69     | +1 Ronde              | 13   |        |
| 12   | 18  | Nick Heidfeld        | Jordan-Ford        | 68     | +2 Rondes             | 16   |        |
| 13   | 15  | Christian Klien      | Jaguar Racing      | 68     | +2 Rondes             | 14   |        |
| 14   | 20  | Gianmaria Bruni      | Minardi - Cosworth | 66     | +4 Rondes             | 19   |        |
| 15   | 21  | Zsolt Baumgartner    | Minardi - Cosworth | 65     | +5 Rondes             | 18   |        |
| DNF  | 19  | Giorgio Pantano      | Jordan-Ford        | 48     | Versnellingsbak       | 17   |        |
| DNF  | 7   | Jarno Trulli         | Renault            | 41     | Motor                 | 9    |        |
| DNF  | 16  | Ricardo Zonta        | Toyota             | 31     | Elektrisch            | 15   |        |
| DNF  | 12  | Felipe Massa         | Sauber - Petronas  | 21     | Remmen                | 20   |        |
| DNF  | 6   | Kimi Räikkönen       | McLaren - Mercedes | 13     | Elektrisch            | 10   |        |

## Wetenswaardigheden
- Eerste race van 2004: Ricardo Zonta. Hij verving zijn landgenoot Cristiano da Matta bij Toyota. Het was Zonta's debuut bij het Japanse team.
- Rondeleiders: Michael Schumacher 70 (1-70).
- Williams racete met neuzen uit 2003.
- Een deel van deze race (met Gianmaria Bruni en Jarno Trulli) werd gebruikt voor de film Talladega Nights: The Ballad of Ricky Bobby uit 2006.

## Statistieken
| Snelste ronde | Michael Schumacher | Scuderia Ferrari | 1:19.071 |

## Noot
- Dit was de vijfde Grand Slam voor Michael Schumacher en voor een Duitse coureur.
- Vierde overwinning van de Grote Prijs van Hongarije voor Michael Schumacher (eerdere overwinningen in 1994, 1998 en 2001) en hiermee vestigde hij een nieuw record. Hij verbrak het oude record van Ayrton Senna (3), gevestigd tijdens de Grote Prijs van Hongarije van 1992.

1936 · 1986 · 1987 · 1988 · 1989 · 1990 · 1991 · 1992 · 1993 · 1994 · 1995 · 1996 · 1997 · 1998 · 1999 · 2000 · 2001 · 2002 · 2003 · 2004 · 2005 · 2006 · 2007 · 2008 · 2009 · 2010 · 2011 · 2012 · 2013 · 2014 · 2015 · 2016 · 2017 · 2018 · 2019 · 2020 · 2021 · 2022 · 2023 · 2024 · 2025 · 2026 · 2027 · 2028 · 2029 · 2030 · 2031 · 2032